# Championnat du Japon de football 1975
Le Championnat du Japon de football 1975 est la onzième édition de la Japan Soccer League.

## Classement de la première division
| Pos | Club              | Pts | J  | G  | N | D  | Bp | Bc | Diff | Note                                |
| --- | ----------------- | --- | -- | -- | - | -- | -- | -- | ---- | ----------------------------------- |
| 1   | Yanmar Diesel     | 31  | 18 | 14 | 3 | 1  | 44 | 11 | ＋33 | Champion                            |
| 2   | Mitsubishi Motors | 29  | 18 | 13 | 3 | 2  | 30 | 16 | ＋14 |                                     |
| 3   | Hitachi           | 25  | 18 | 10 | 5 | 3  | 31 | 11 | ＋20 |                                     |
| 4   | New Nippon Steel  | 21  | 18 | 9  | 3 | 6  | 28 | 23 | ＋5  |                                     |
| 5   | Eidai Industries  | 18  | 18 | 8  | 2 | 8  | 30 | 29 | ＋1  |                                     |
| 6   | Furukawa Electric | 17  | 18 | 6  | 5 | 7  | 34 | 22 | ＋12 |                                     |
| 7   | Fujita Industries | 13  | 18 | 5  | 3 | 10 | 19 | 31 | －12 |                                     |
| 8   | Toyo Industries   | 12  | 18 | 4  | 4 | 10 | 20 | 29 | －9  |                                     |
| 9   | Nippon Kokan      | 11  | 18 | 4  | 3 | 11 | 15 | 32 | －17 | Barrage promotion- relégation D1/D2 |
| 10  | Toyota Motors     | 3   | 18 | 0  | 3 | 15 | 17 | 64 | －47 | Barrage promotion- relégation D1/D2 |

## Barrage promotion-relégation D1/D2
| JSL Division 1 | Aller | Retour | JSL Division 2         |
| -------------- | ----- | ------ | ---------------------- |
| Nippon Kokan   | 1-1   | 1-0    | Yomiuri S.C.           |
| Toyota Motors  | 1-0   | 1-1    | Tanabe Pharmaceuticals |

Nippon Kohan et Toyota Motors se maintiennent en D1. Aucune relégation.

## Classement des buteurs de la D1
| Joueur             | Nombre de buts |
| ------------------ | -------------- |
| Kunishige Kamamoto | 17             |
| Akira Matsunaga    | 15             |

## Classement de la deuxième division
| Pos | Club                   | Pts | J  | G  | N | D  | Bp | Bc | Diff | Note                                        |
| --- | ---------------------- | --- | -- | -- | - | -- | -- | -- | ---- | ------------------------------------------- |
| 01  | Tanabe Pharmaceuticals | 27  | 18 | 12 | 3 | 3  | 36 | 17 | ＋19 | Barrage promotion- relégation D1/D2         |
| 02  | Yomiuri S.C.           | 26  | 18 | 11 | 4 | 3  | 43 | 16 | ＋27 | Barrage promotion- relégation D1/D2         |
| 03  | Fujitsu                | 26  | 18 | 10 | 6 | 2  | 37 | 17 | ＋20 |                                             |
| 04  | Honda                  | 22  | 18 | 10 | 2 | 6  | 33 | 29 | 0＋4 |                                             |
| 05  | Teijin S.C. Matsuyama  | 19  | 18 | 8  | 3 | 7  | 31 | 34 | 0－3 |                                             |
| 06  | Kyoto Shiko Club       | 15  | 18 | 5  | 5 | 8  | 18 | 20 | 0－2 |                                             |
| 07  | Kofu Club              | 14  | 18 | 5  | 4 | 9  | 27 | 34 | 0－7 |                                             |
| 08  | Sumitomo               | 12  | 18 | 3  | 6 | 9  | 27 | 38 | －11 |                                             |
| 09  | NTT Kansai             | 10  | 18 | 4  | 2 | 12 | 25 | 52 | －27 | Barrage promotion- relégation D2/Senior Cup |
| 10  | Dainichi Nippon Densen | 09  | 18 | 3  | 3 | 12 | 19 | 39 | －20 | Barrage promotion- relégation D2/Senior Cup |

## Barrage promotion-relégation D2/Senior Cup
| JSL 2                  | Aller | Retour | Senior Cup                                           |
| ---------------------- | ----- | ------ | ---------------------------------------------------- |
| NTT Kansai             | 01-2  | 00-0   | Furukawa Electric Chiba (Finaliste de la Senior Cup) |
| Dainichi Nippon Densen | 01-1  | 00-2   | Yanmar Club (Vainqueur de la Senior Cup)             |

NTT Kansai et Dainichi sont relégués, Furukawa Chiba et Yanmar sont promus en D2.